# Hybos chinensis
Hybos chinensis är en tvåvingeart som beskrevs av Frey 1953. Hybos chinensis ingår i släktet Hybos och familjen puckeldansflugor. Inga underarter finns listade i Catalogue of Life.